# Donji Sređani
Donji Sređani – wieś w Chorwacji, w żupanii bielowarsko-bilogorskiej, w gminie Dežanovac. W 2011 roku liczyła 183 mieszkańców.